# Culpoos delict
Een culpoos delict betreft een strafbaar feit waarbij sprake is van een bepaalde mate van schuld in enge zin. De term is afgeleid van het Latijnse woord culpa, dat schuld betekent. In het Nederlands strafrecht wordt onderscheid gemaakt tussen culpoze en doleuze delicten. Bij die laatste gaat het, in tegenstelling tot bij culpoze delicten, om opzet. De meeste misdrijven zijn opzetmisdrijven. Soms is er een strafbaar feit echter te wijten aan iemands schuld, zonder dat de dader het feit opzettelijk heeft begaan. 
Om iemand in het strafrecht schuld aan te kunnen rekenen moet er sprake zijn van verwijtbare aanmerkelijke onvoorzichtigheid. Er zijn twee vormen van schuld: bewuste en onbewuste schuld. Bij bewuste schuld heeft de dader nagedacht over de gevolgen van zijn daad maar heeft de ernst van deze gevolgen onderschat. Bij onbewuste schuld heeft de dader niet nagedacht over de gevolgen van zijn daad maar had hij dit wel moeten doen. 
Bewuste schuld ligt dicht tegen opzet bij mogelijkheidsbewustzijn. Daarbij heeft de dader de risico's van zijn daad overwogen maar ervoor gekozen deze risico's voor lief te nemen. Ook bij bewuste schuld heeft de dader de risico's overwogen maar heeft hij deze risico's (onterecht) lager ingeschat. Omdat de motieven en gedachten van de dader voorafgaand aan en tijdens het begaan van het strafbare feit niet altijd te achterhalen zijn, is het bewijzen van opzet en schuld lastig.